# Guardas (libro)

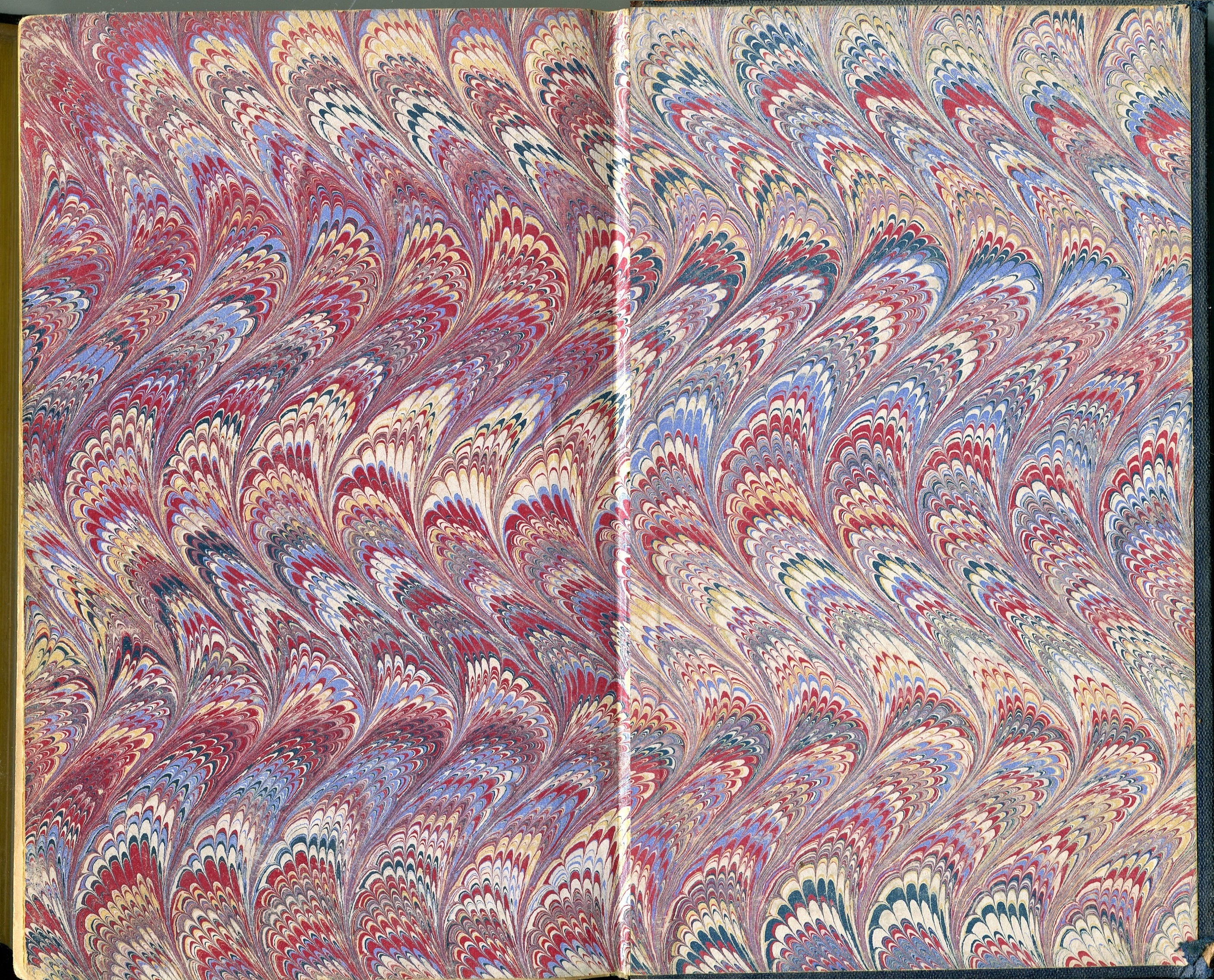
Guardas anteriores de un libro de 1894.

Las guardas de un libro son las hojas de papel que coloca el encuadernador dobladas por la mitad para unir los pliegos (que constituyen el cuerpo del libro) y la cubierta. Son dos juegos de dos hojas cada uno, situados al comienzo y al final del tomo, cosidos ambos con el conjunto de los pliegos y cuyas caras externas se adhieren a las caras interiores de las cubiertas.
Es frecuente que las guardas se distingan del resto de las páginas del libro por el tipo del papel, que puede ser coloreado de serie, en liso o con dibujos o filigranas, o venir impreso con motivos gráficos específicos que se relacionen con el libro concreto o con la colección en la que se incluye. Sin embargo, en muchas ocasiones, las guardas pertenecen a los propios pliegos (primero y último) del libro.
Sobre las guardas es donde se sitúa el Ex-libris.